# Бальдрамсдорф
Бальдрамсдорф — громада в провінції Каринтія, Австрія. Належить до округу Шпітталь-ан-дер-Драу.
| Австрія | Це незавершена стаття з географії Австрії. Ви можете допомогти проєкту, виправивши або дописавши її. |